# آسمان وانیلی
آسمان دست نخورده (به انگلیسی: Vanilla Sky) فیلم سینمایی درام علمی تخیلی و دلهره‌آور آمریکایی است که در سال ۲۰۰۱ به اکران عمومی درآمد. به کارگردانی، نویسندگی و تهیه‌کنندگی مشترک کامرن کرو، این فیلم یک بازسازی انگلیسی زبان از فیلم اسپانیایی آلخاندرو آمنابار در سال ۱۹۹۷ بنام چشمانت را باز کن است. پنه لوپه کروز نقش خود را از فیلم اصلی پوشش می‌دهد و تام کروز، ادواردو نوریگا و پنه‌لوپه کروز در این به ایفای نقش پرداخته‌اند.
این فیلم به عنوان «ترکیبی عجیب از داستان‌های علمی تخیلی، عاشقانه و واقعیت» توصیف شده‌است. تام کروز، پنه لوپه کروز، کامرون دیاز، جیسون لی و کرت راسل در این فیلم به ایفای نقش پرداخته اند. این فیلم نامزد جایزه اسکار بهترین آهنگ اصلی و دیاز برای انجمن بازیگران سینما و جایزه گلدن گلوب شد و این فیلم طرفدارانی پیدا کرده‌است.

## داستان
دیوید ایمز، (تام کروز) صاحب یک شرکت انتشاراتی بزرگ که از پدرش به ارث برده‌است، در زندان است. دیوید با پوشیدن ماسک مصنوعی، داستان زندگی خود را برای دکتر کرتیس مک کیب روان‌شناس دادگاه تعریف می‌کند.
دیوید آیمز دنیا را در دستانش دارد. او هر چه بخواهد دارد زیرا او مالکیت یک مؤسسه انتشاراتی، ثروت فراوان، زیبایی، یک خانه خارق‌العاده در منهتن و یک معشوقه زیبا به نام جولی (کامرون دیاز). یک روز او دختری به اسم سوفیا (پنه‌لوپه کروز) را می‌بیند و ناگهان کشف می‌کند عشق چیست و …

## طرح فیلم
دیوید ایمز، صاحب یک شرکت انتشاراتی بزرگ که از پدرش به ارث برده‌است، در زندان است. دیوید با پوشیدن ماسک مصنوعی، داستان زندگی خود را برای دکتر کرتیس مک کیب روان‌شناس دادگاه تعریف می‌کند.
در فلاش بک‌ها، دیوید وظایف ناشر را به شرکای مورد اعتماد پدرش واگذار می‌کند، در حالی که به عنوان یک پلی بوی در منهتن زندگی می‌کند. او در طی یک مهمانی توسط بهترین دوستش برایان شلبی با سوفیا سرانو آشنا می‌شود. دیوید و سوفیا شب را با هم در آپارتمان سوفیا می‌گذرانند و عاشق هم می‌شوند، غافل از اینکه معشوقه فعلی دیوید، جولی جیانی، در آنجا به دنبال آن‌ها رفته‌است. با رفتن دیوید، جولی به او پیشنهاد سواری می‌دهد و به زودی حسادت خود را نسبت به سوفیا آشکار می‌کند. او عمداً با ماشین تصادف می‌کند، خود را می‌کشد و صورت دیوید را از بین می‌برد.
پزشکان نمی‌توانند صورت دیوید را با جراحی پلاستیک ترمیم کنند و او را مجبور به استفاده از ماسک مصنوعی می‌کنند، اما زخم روحی و جسمی ناشی از تصادف باعث گوشه‌گیری و افسردگی او می‌شود. برایان دیوید را متقاعد می‌کند که به او و سوفیا در یک باشگاه بپیوندد. بعد از اینکه مست شد و به آن‌ها توهین کرد او را در خیابان بیرون باشگاه رها می‌کنند.
صبح روز بعد، سوفیا برمی‌گردد و از دیوید عذرخواهی می‌کند. او را به خانه می‌برد، هر دو با هم رابطه برقرار می‌کنند و او به آرامی شروع به بهبودی می‌کند. پزشکان با وجود پیش‌بینی قبلی، راهی برای ترمیم صورت دیوید پیدا می‌کنند. بعداً، او گرفتار تجربیات عجیب و غریبی می‌شود، مانند فلاش‌بک‌های کوتاه از تغییر شکلش و برخورد با مردی مرموز در یک بار که به او اطلاع می‌دهد که دیوید قادر مطلق است، که نشان می‌دهد کل نوار به دستور دیوید ساکت می‌شود. یک روز، در حالی که در صوفیه است، دیوید از خواب بیدار می‌شود و خود را در رختخواب با جولی می‌بیند که چهره‌اش در عکس‌های آن‌ها جایگزین چهره سوفیا شده‌است. او در شوک، جولی را خفه می‌کند. دیوید دستگیر و زندانی می‌شود و تغییر شکل صورتش به‌طور مرموزی بازسازی می‌شود.
دکتر مک کیب چندین مصاحبه دیگر انجام می‌دهد که به دیوید کمک می‌کند تا نام «توسعه زندگی» را به خاطر بیاورد. مک کیب با دیدن شرکتی با این نام در نزدیکی، ترتیبی می‌دهد که دیوید را تحت مراقبت به آن‌جا ببرد. ربکا، نماینده شرکت، توضیح می‌دهد که چگونه Life Extension از سیستم تعلیق کریونیک استفاده می‌کند تا افراد مبتلا به بیماری‌های لاعلاج را نجات دهد تا زمانی که درمان پیدا شود و آن‌ها را در حالت خواب روشن نگه می‌دارد تا در غیر این صورت ذهن خود را تمرین دهند. دیوید متوجه می‌شود که در تعلیق کریونیک به سر می‌برد و دنیایی که در آن زندگی می‌کند رؤیای شفاف خودش است که به یک کابوس تبدیل شده‌است. او در حالی که از مک کیب و نگهبانان فرا می‌خواند «حمایت فنی» می‌گریزد و به سمت لابی ساختمان که ناگهان خالی می‌شود، می‌رود. یک آسانسور باز می‌شود و مرد عجیب و غریب را از بار نشان می‌دهد.
همان‌طور که آسانسور به بالای یک ساختمان غیرممکن بلند می‌رود، مرد توضیح می‌دهد که او پشتیبانی فنی است و دیوید ۱۵۰ سال است که در حالت تعلیق بوده‌است. او که قادر به رویارویی با آسیب‌های دوگانه از دست دادن عشقش، سوفیا، و جراحات صورتش نبود، تصمیم گرفت که Life Extension زمانی که تکنولوژی بتواند صورتش را ترمیم کند، بیدار شود و شرکت انتشارات را به دست همکاران پدرش سپرد. به عنوان بخشی از برنامه، دیوید تصمیم گرفته بود که رؤیای روشنی را تجربه کند، که در آن زندگی او صبح روز بعد از اینکه سوفیا او را ترک کرد، از سر گرفته می‌شد. با این حال، یک نقص در نرم‌افزار باعث شده بود که سایر عناصر ناخودآگاه او رؤیای او را تحریف کنند.
آن‌ها در پشت بام، بالای ابرها ظاهر می‌شوند. پشتیبانی فنی به دیوید می‌گوید که در حالی که آن‌ها نقص را اصلاح کرده‌اند، او اکنون می‌تواند انتخاب کند یا به رؤیا بازگردد یا به زندگی بازگردد، که نیاز به یک جهش واقعی ایمان از سقف دارد که او را از خواب بیدار می‌کند. دیوید دومی را انتخاب می‌کند، علی‌رغم اینکه مک کیب به او هشدار داده بود. دیوید قبل از پریدن، برایان و سوفیا را تصور می‌کند که با او خداحافظی کنند. او از لبه ساختمان می‌پرد و زندگی‌اش جلوی چشمش می‌افتد.
دیوید در حالی که صدای زن او را دعوت می‌کند تا چشمانش را باز کند، بیدار می‌شود.

## بازیگران
تام کروز در نقش دیوید آمز
پنه لوپه کروز در نقش سوفیا سرانو
کامرون دیاز در نقش جولیانا «جولی» جیانی
کرت راسل در نقش دکتر کرتیس مک کیب
جیسون لی در نقش برایان شلبی
نوآ تیلور در نقش ادموند ونتورا
تیموتی اسپال در نقش توماس تیپ
تیلدا سوینتون در نقش ربکا دیربورن
مایکل شانون در نقش هارون
شالوم هارلو در نقش کالین
اونا هارت در نقش لینت
ایوانا میلیچویچ در نقش اما
جانی گالکی در نقش پیتر براون
آلیشیا ویت در نقش لیبی
کن لیونگ به عنوان ویراستار هنری
کانن اوبراین در نقش خودش
تامی لی در نقش مرد ماشین قدیمی
لورا فریزر در نقش آینده
استیون اسپیلبرگ به عنوان مهمان مهمانی دیوید

## تولید
فیلم‌برداری اصلی برای این فیلم در اواخر سال ۲۰۰۰ آغاز شد و شش هفته به طول انجامید. در ۱۲ نوامبر ۲۰۰۰، فیلم‌برداری برای صحنه میدان متروک تایمز نیویورک در ساعات اولیه روز انجام شد. در حین فیلم‌برداری صحنه، بخش بزرگی از ترافیک در اطراف میدان تایمز مسدود شد.